# Aminierung
Die Aminierung ist in der Chemie eine Reaktion, bei der eine oder mehrere Aminogruppen in ein Molekül eingeführt werden. Oft handelt es sich dabei um eine nucleophile Substitution – z. B. eines Halogens, das an ein Kohlenstoffatom gebunden ist – durch eine Aminogruppe (z. B. -NH2, -NHR oder -NR2) ersetzt wird. Im einfachsten Fall ist das eingesetzte Aminierungsreagenz Ammoniak, es kann jedoch auch ein primäres, sekundäres oder tertiäres Amin verwendet werden.
Daneben zählen auch die reduktive Aminierung, die katalytische Aminierung und die Transaminierung zu den Aminierungsreaktionen. Die reduktive Aminierung kann auch enantioselektiv erfolgen. Eine bekannte Namensreaktion ist die technisch wichtige Leuckart-Wallach-Reaktion, eine reduktive Aminierung.
Auch die Anlagerung von Ammoniak (NH3) oder von primären oder sekundären Aminen an C=C-Doppelbindungen ist eine Aminierungsreaktion; bekannt ist die enzymkatalysierte Anlagerung von Ammoniak an Fumarsäure, die enantioselektiv zu (S)-Asparaginsäure führt. Auch die Reaktion von Ammoniak oder von primären oder sekundären Aminen mit Oxiranen ist eine Aminierungsreaktion. Anilin kann aus Chlorbenzol unter Katalyse von Kupferdichlorid hergestellt werden. Die Reaktion ist auf andere Arylhalogenide übertragbar.
Die Aminierung vom Carbonsäureestern liefert Carbonsäureamide.

## Biologische Bedeutung
Im Stoffwechsel erfolgt durch reduktive Aminierung die Umwandlung von Ammoniak und α-Ketosäuren (Ketocarbonsäuren) zu den entsprechenden α-Aminosäuren. Beispielsweise wird in den Mitochondrien α-Ketoglutarsäure in Gegenwart von Ammoniak zu Glutaminsäure umgewandelt. Die Giftwirkung von Ammoniak beruht unter anderem auf dieser Reaktion, da damit α-Ketoglutarsäure dem Citratzyklus entzogen wird und so die mitochondriale Atmung, die an den Citratzyklus gekoppelt ist, zum Erliegen kommt. Neben der reduktiven Aminierung ist im Stoffwechsel die Transaminierung von besonderer Bedeutung. Dabei entsteht aus Brenztraubensäure und (S)-Glutaminsäure α-Ketoglutarsäure und (S)-Alanin.
Beim Abbau von Proteinen werden die Peptidbindungen durch Endo- und Exopeptidasen hydrolytisch gespalten. Sollen die Aminosäuren weiter abgebaut werden, muss der Organismus die Freisetzung von Ammoniak (NH3) verhindern, da dieser ein starkes Zellgift ist. Die meisten Aminosäuren werden daher zunächst transaminiert. Bei diesem Prozess, für den Pyridoxalphosphat (PLP, P5P oder PALP) als Co-Substrat benötigt wird, wird die Amino-Gruppe auf eine α-Ketosäure (2-Oxosäure) übertragen, wobei aus der Aminosäure eine α-Ketosäure wird und aus der vorherigen α-Ketosäure eine Aminosäure.